# Бальбо, Лаура
Лаура Бальбо (итал. Laura Balbo; род. 30 ноября 1933, Падуя, Венето) — итальянский социолог и политик, министр по обеспечению равных возможностей в первом и втором правительствах Д’Алема (1998—2000).

## Биография
Основным предметом научного интереса Лауры Бальбо являются проблемы расизма и семейной политики. В 1958 году она стала первой итальянкой, выигравшей стипендию для изучения социологии в США, впоследствии преподавала в Падуанском университете.
В 1968 году вместе с группой исследователей приняла участие в создании экономико-социологического журнала L’Archivio di Studi Urbani e Regionali, который издавался до 2013 года.
В 32-м номере журнала Inchiesta за 1978 год (стр. 3-6) Лаура Бальбо опубликовала одну из наиболее известных своих работ: La doppia presenza («двойное присутствие» или «двойное участие»), в которой заложила основы концепции двойной роли женщины в современном капиталистическом обществе — публичную и частную.
В 1983 году избрана в Палату депутатов 9-го созыва по списку Коммунистической партии, в 1987 году переизбрана в Палату 10-го созыва, но неизменно входила во фракцию независимых левых.
Являлась министром по обеспечению равных возможностей с 22 октября 1998 по 22 декабря 1999 года в первом правительстве Д’Алема, а затем до 25 апреля 2000 года — в его втором правительстве.

## Труды
- «Положение семьи. Обязательства, личное, коллективное» (Stato di famiglia. Bisogni, privato, collettivo, Etas, Milano, 1976).
- «Вмешательство. Государство, семейная жизнь, личная жизнь» (Interferenze. Lo Stato, la vita familiare, la vita privata, в соавторстве с Ренатой Зиберт, Feltrinelli, Milano, 1979).
- «Время заботы. Политика времени и повседневных прав» (Time to care. Politiche del tempo e diritti quotidiani, Angeli, Milano 1987).
- «Возможный расизм» (I razzismi possibili, в соавторстве с Луиджи Манкони[итал.], Feltrinelli, Milano, 1990).
- «Времена жизни. Исследования и предложения для их изменения» (Tempi di vita. Studi e proposte per cambiarli, Feltrinelli, Milano, 1991).
- «Реальный расизм» (I razzismi reali, в соавторстве с Луиджи Манкони, Feltrinelli, Milano, 1992).
- «Расизм. Словарь» (Razzismi. Un vocabolario, в соавторстве с Луиджи Манкони, Feltrinelli, Milano, 1993).
- «Размышления о современности одного бывшего министра. Думать о политике также и социологически» (Riflessioni in-attuali di una ex ministro. Pensare la politica anche sociologicamente, Rubbettino, Soveria Mannelli, 2002).
- «В каком обществе мы будем жить? Европа, расизм, будущее» (In che razza di società vivremo? L’Europa, i razzismi, il futuro, B. Mondadori, Milano 2006).
- «Труд и забота. Учиться изменениям» (Il lavoro e la cura. Imparare a cambiare, Giulio Einaudi Editore, Torino, 2008).